# Маранжас
Мара́нжас (кат. Meranges, вимова літературною каталанською [mə'ɾanʒəs]) - муніципалітет, розташований в Автономній області Каталонія, в Іспанії. Код муніципалітету за номенклатурою Інституту статистики Каталонії - 170998. Знаходиться у районі (кумарці) Башя-Сарданья (коди району - 15 та CD) провінції Жирона, згідно з новою адміністративною реформою перебуватиме у складі баґарії (округи) Ал-Пірінеу і Баль-д'Аран. 

## Назва муніципалітету
Назва муніципалітету походить від лат. Marius - власного чоловічого імені.

## Населення
Населення міста (у 2007 р.) становить 83 особи (з них менше 14 років - 6,0%, від 15 до 64 - 67,5%, понад 65 років - 26,5%). У 2006 р. народжуваність склала 0 осіб, смертність - 0 осіб, зареєстровано 0 шлюбів. У 2001 р. активне населення становило 41 особа, з них безробітних - 1 особа.

Серед осіб, які проживали на території міста у 2001 р., 73 народилися в Каталонії (з них 43 особи у тому самому районі, або кумарці), 3 особи приїхали з інших областей Іспанії, а 3 особи приїхали з-за кордону. 

Вищу освіту має 17,9% усього населення. 

У 2001 р. нараховувалося 35 домогосподарств (з них 48,6% складалися з однієї особи, 20,0% з двох осіб,14,3% з 3 осіб, 2,9% з 4 осіб, 2,9% з 5 осіб, 11,4% з 6 осіб, 0,0% з 7 осіб, 0,0% з 8 осіб і 0,0% з 9 і більше осіб).

Активне населення міста у 2001 р. працювало у таких сферах діяльності : у сільському господарстві - 35,0%, у промисловості - 5,0%, на будівництві - 12,5% і у сфері обслуговування - 47,5%. 

 У муніципалітеті або у власному районі (кумарці) працює 27 осіб, поза районом - 17 осіб.

### Безробіття
У 2007 р. нараховувалося 1 безробітний (у 2006 р. - 1 безробітний), чоловік.

## Економіка

### Підприємства міста

#### Промислові підприємства
| \| Промислові підприємства міста, за сферою діяльності \| Промислові підприємства міста, за сферою діяльності \| Промислові підприємства міста, за сферою діяльності \| \| Рік \| 2002 р. \| 2001 р. \| \| --------------------------------------------------- \| --------------------------------------------------- \| --------------------------------------------------- \| \| Енергетичні та водні ресурси \| 0,0% \| - \| \| Хімія та метали \| 0,0% \| - \| \| Переробка металів \| 0,0% \| - \| \| Продукти харчування \| 100,0% \| - \| \| Текстиль \| 0,0% \| - \| \| Виробництво меблів, видання \| 0,0% \| - \| \| Інше \| 0,0% \| - \| \| Усього підприємств \| 1 \| - \| |         |         |
| Промислові підприємства міста, за сферою діяльності |         |         |
| Рік | 2002 р. | 2001 р. |
| Енергетичні та водні ресурси | 0,0%    | -       |
| Хімія та метали | 0,0%    | -       |
| Переробка металів | 0,0%    | -       |
| Продукти харчування | 100,0%  | -       |
| Текстиль | 0,0%    | -       |
| Виробництво меблів, видання | 0,0%    | -       |
| Інше | 0,0%    | -       |
| Усього підприємств | 1       | -       |

#### Роздрібна торгівля
| \| Підприємства роздрібної торгівлі міста, за сферою діяльності \| Підприємства роздрібної торгівлі міста, за сферою діяльності \| Підприємства роздрібної торгівлі міста, за сферою діяльності \| \| Рік \| 2002 р. \| 2001 р. \| \| ------------------------------------------------------------ \| ------------------------------------------------------------ \| ------------------------------------------------------------ \| \| Продукти харчування \| 100,0% \| 100,0% \| \| Одяг та взуття \| 0,0% \| 0,0% \| \| Товари для дому \| 0,0% \| 0,0% \| \| Книги та періодичні видання \| 0,0% \| 0,0% \| \| Промислова хімічна продукція \| 0,0% \| 0,0% \| \| Продукція, пов'язана з транспортними засобами \| 0,0% \| 0,0% \| \| Інше \| 0,0% \| 0,0% \| \| Усього підприємств \| 1 \| 1 \| |         |         |
| Підприємства роздрібної торгівлі міста, за сферою діяльності |         |         |
| Рік | 2002 р. | 2001 р. |
| Продукти харчування | 100,0%  | 100,0%  |
| Одяг та взуття | 0,0%    | 0,0%    |
| Товари для дому | 0,0%    | 0,0%    |
| Книги та періодичні видання | 0,0%    | 0,0%    |
| Промислова хімічна продукція | 0,0%    | 0,0%    |
| Продукція, пов'язана з транспортними засобами | 0,0%    | 0,0%    |
| Інше | 0,0%    | 0,0%    |
| Усього підприємств | 1       | 1       |

#### Сфера послуг
| \| Підприємства міста, що працюють у сфері послуг, за діяльністю \| Підприємства міста, що працюють у сфері послуг, за діяльністю \| Підприємства міста, що працюють у сфері послуг, за діяльністю \| \| Рік \| 2002 р. \| 2001 р. \| \| ------------------------------------------------------------- \| ------------------------------------------------------------- \| ------------------------------------------------------------- \| \| Гуртова торгівля \| 0,0% \| 0,0% \| \| Готелі та готельний бізнес \| 83,3% \| 80,0% \| \| Транспорт та зв'язок \| 16,7% \| 20,0% \| \| Посередницькі фінансові послуги \| 0,0% \| 0,0% \| \| Послуги підприємствам \| 0,0% \| 0,0% \| \| Послуги фізичним особам \| 0,0% \| 0,0% \| \| Нерухомість та ін. \| 0,0% \| 0,0% \| \| Усього підприємств \| 6 \| 5 \| |         |         |
| Підприємства міста, що працюють у сфері послуг, за діяльністю |         |         |
| Рік | 2002 р. | 2001 р. |
| Гуртова торгівля | 0,0%    | 0,0%    |
| Готелі та готельний бізнес | 83,3%   | 80,0%   |
| Транспорт та зв'язок | 16,7%   | 20,0%   |
| Посередницькі фінансові послуги | 0,0%    | 0,0%    |
| Послуги підприємствам | 0,0%    | 0,0%    |
| Послуги фізичним особам | 0,0%    | 0,0%    |
| Нерухомість та ін. | 0,0%    | 0,0%    |
| Усього підприємств | 6       | 5       |

## Житловий фонд
У 2001 р. 5,7% усіх родин (домогосподарств) мали житло метражем до 59 м2, 5,7% - від 60 до 89 м2, 17,1% - від 90 до 119 м2 і
71,4% - понад 120 м2.

З усіх будівель у 2001 р. 14,1% було одноповерховими, 66,7% - двоповерховими, 19,2
% - триповерховими, 0,0% - чотириповерховими, 0,0% - п'ятиповерховими, 0,0% - шестиповерховими,
0,0% - семиповерховими, 0,0% - з вісьмома та більше поверхами.

## Автопарк
| \| Автомобілі, зареєстровані у місті, за призначенням \| Автомобілі, зареєстровані у місті, за призначенням \| Автомобілі, зареєстровані у місті, за призначенням \| \| Рік \| 2006 р. \| 2005 р. \| \| -------------------------------------------------- \| -------------------------------------------------- \| -------------------------------------------------- \| \| Приватні автомобілі \| 49,0% \| 51,0% \| \| Мотоцикли \| 10,0% \| 9,2% \| \| Вантажівки \| 36,0% \| 34,7% \| \| Трактори \| 0,0% \| 0,0% \| \| Автобуси та ін. \| 5,0% \| 5,1% \| \| Усього автомобілів \| 100 шт. \| 98 шт. \| |         |         |
| Автомобілі, зареєстровані у місті, за призначенням |         |         |
| Рік | 2006 р. | 2005 р. |
| Приватні автомобілі | 49,0%   | 51,0%   |
| Мотоцикли | 10,0%   | 9,2%    |
| Вантажівки | 36,0%   | 34,7%   |
| Трактори | 0,0%    | 0,0%    |
| Автобуси та ін. | 5,0%    | 5,1%    |
| Усього автомобілів | 100 шт. | 98 шт.  |

## Вживання каталанської мови
У 2001 р. каталанську мову у місті розуміли 100,0% усього населення (у 1996 р. - 100,0%), вміли говорити нею 94,9% (у 1996 р. - 
97,1%), вміли читати 89,9% (у 1996 р. - 91,4%), вміли писати 58,2
% (у 1996 р. - 67,1%). Не розуміли каталанської мови 0,0%.

## Політичні уподобання
У виборах до Парламенту Каталонії у 2006 р. взяло участь 54 особи (у 2003 р. - 58 осіб). Голоси за політичні сили розподілилися таким чином:
| \| Вибори до Парламенту Каталонії \| Вибори до Парламенту Каталонії \| Вибори до Парламенту Каталонії \| \| Рік \| 2006 р. \| 2003 р. \| \| -------------------------------------- \| ------------------------------ \| ------------------------------ \| \| Конвергенція та Єднання (CiU) \| 61,1% \| 70,7% \| \| Соціалістична партія Каталонії (PSC) \| 11,1% \| 12,1% \| \| Народна партія (PP) \| 7,4% \| 5,2% \| \| Ініціатива за Каталонію — Зелені (ICV) \| 3,7% \| 0,0% \| \| Республіканська лівиця Каталонії (ERC) \| 13,0% \| 12,1% \| \| Громадяни — Громадянська партія (C's) \| 3,7% \| 0,0% \| \| Інші \| 0,0% \| 0,0% \| |         |         |
| Вибори до Парламенту Каталонії |         |         |
| Рік | 2006 р. | 2003 р. |
| Конвергенція та Єднання (CiU) | 61,1%   | 70,7%   |
| Соціалістична партія Каталонії (PSC) | 11,1%   | 12,1%   |
| Народна партія (PP) | 7,4%    | 5,2%    |
| Ініціатива за Каталонію — Зелені (ICV) | 3,7%    | 0,0%    |
| Республіканська лівиця Каталонії (ERC) | 13,0%   | 12,1%   |
| Громадяни — Громадянська партія (C's) | 3,7%    | 0,0%    |
| Інші | 0,0%    | 0,0%    |